# Arthur Wellesley, 4. Duke of Wellington

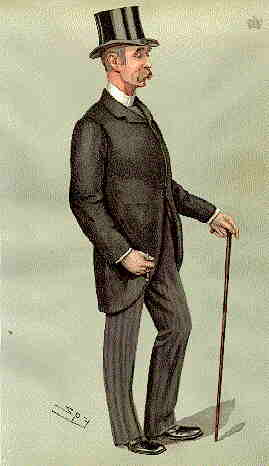
Arthur Charles Wellesley, 4. Duke of Wellington, 1903

Arthur Charles Wellesley, 4. Duke of Wellington KG, GCVO (* 15. März 1849; † 18. Juni 1934 in Ewhurst Park, Basingstoke, Hampshire) war ein britischer Offizier, Peer und Politiker.

## Leben und Karriere
Er entstammte der Familie Wellesley und war väterlicherseits ein Enkel des Arthur Wellesley, 1. Duke of Wellington. Er war der dritte und jüngste Sohn des Major-General Lord Charles Wellesley aus dessen Ehe mit Augusta Sophia Anne Pierrepont. Sein älterer Bruder Arthur starb im Säuglingsalter am 7. Juli 1846. Sein nächstälterer Bruder Henry Wellesley, 3. Duke of Wellington, erbte im August 1884 die Adelstitel als 3. Duke of Wellington, woraufhin Arthur Charles und seine Schwestern am 17. November 1884 den protokollarischen Rang von Kindern eines Dukes erhielten, womit der fortan den Namenszusatz „Lord“ Arthur Charles Wellesley führte.
Er wurde von 1861 bis 1866 am Eton College ausgebildet. Am 13. Juni 1868 kaufte er sich einen Offiziersposten als Ensign und Lieutenant der Grenadier Guards und stieg in dieser Einheit bis in den Rang eines Colonel auf, in den er am 1. August 1887 erhoben wurde. Am 28. Oktober 1900 wurde er auf Halbsold gesetzt und schied aus dem aktiven Militärdienst aus.
Am 11. Februar 1901 wurde er zum Deputy Lieutenant von Hampshire ernannt. Am 2. Mai 1902 wurde er als Knight Grand Cross in den Royal Victorian Order und am 8. August 1902 als Knight Companion in den Hosenbandorden aufgenommen.
Beim Tod seines kinderlosen älteren Bruders Henry erbte er am 8. Juni 1900 dessen Adelstitel als 4. Duke of Wellington und wurde dadurch Mitglied des House of Lords.
Am 24. Oktober 1872 heiratete er Kathleen Emily Bulkeley Williams († 1927). Mit ihr hatte er sechs Kinder:
- Lady Evelyn Kathleen Wellesley (1873–1922), ⚭ 1900 Hon. Robert James (1873–1960), Sohn des Walter James, 2. Baron Northbourne;
- Arthur Charles Wellesley, 5. Duke of Wellington (1876–1941);
- Lord Richard Wellesley (1879–⚔ 1914), ⚭ 1908 Louise Nesta Pamela FitzGerald (1889–1946), Tochter des Sir Maurice FitzGerald, 2. Baronet;
- Gerald Wellesley, 7. Duke of Wellington (1885–1972), ⚭ 1914 Dorothy Violet Ashton (1885–1956);
- Lord George Wellesley (1889–1967), ⚭ (1) 1917 Louise Nesta Pamela FitzGerald (1889–1946), Witwe seines obigen Bruders Richard, ⚭ (2) 1955 Jean McGillvray;
- Lady Eileen Wellesley (1887–1952), ⚭ 1916 Cuthbert Julian Orde (1888–1968).